# 88. sydlige breddekreds
Den 88. sydlige breddekreds (eller 88 grader sydlig bredde) er en breddekreds, der ligger 88 grader syd for ækvator. Den løber gennem Antarktis.